# 1411 Brauna
1411 Brauna este un asteroid din centura principală, descoperit pe 8 ianuarie 1937, de Karl Reinmuth.